# Agni-II
Agni-II (IAST: Agni, literalmente, 'Fuego'), es el segundo misil balístico estratégico de la familia Agni (misiles) previsto como pilar de la disuasión nuclear estratégica basada en misiles de la India . El Agni-II es un misil balístico de alcance medio (MRBM) con dos etapas de combustible sólido y un vehículo postimpulso (PBV) integrado en el vehículo de reentrada (RV) del misil. El vehículo recreativo de maniobra del Agni está hecho de un material compuesto de carbono que es liviano y capaz de soportar altas tensiones térmicas de reingreso, en una variedad de trayectorias. El Agni-IIA es una versión más avanzada del Agni-II, aunque con materiales más sofisticados y ligeros, lo que ofrece un mejor alcance y régimen operativo. Más tarde, Agni-IIA pasó a llamarse Agni-IV, cerrando la brecha entre Agni-II y Agni-III. Si bien la primera prueba del Agni-IV en diciembre de 2010 fue un fracaso, el segundo vuelo de prueba en noviembre de 2011 fue un éxito. El Agni-II, desarrollado como parte de la serie de sistemas de misiles Agni de mediano y largo alcance, ya ha sido incorporado a las Fuerzas Armadas.
El 17 de mayo de 2010, la prueba se llevó a cabo con una fuerza de mando estratégico especial (SSC) del misil balístico Agni-II con capacidad nuclear, con un alcance de 2.000 kilómetros desde la isla Wheelers frente a la costa de Orissa, lo que hizo que el ejército pudiera utilizar el misil Agni-II. El Centro Nacional de Inteligencia Aérea y Espacial de la Fuerza Aérea de Estados Unidos estima que, en junio de 2017, se habían desplegado operativamente menos de 10 lanzadores, operados por el Grupo de Misiles 335 en Secunderabad utilizando 12 vehículos TEL.
Agni-II puede llegar a todo Pakistán y a la mayor parte del sur y sureste de China.